# Renate Bjerland
Renate Bjerland, född  11 juni 1999 är en norsk beachvolley- och volleybollspelare (spiker).
Bjerland har nått framgångar både inomhus och på sand. I beachvolley kom hon vid U20-EM 2016  på 25:e plats tillsammans med Kirstine Garder och 2018 kom hon på samma plats i par med Karen Saga. Vid Norgesmesterskapet 2023 tog hon silver tillsammans med Julia Solgaard Thelle

Inomhus har hon främst spelat med olika klubbar i Norge, men 2019-2021 var hon proffs i Tyskland. Med landslaget har hon deltagit i kval till större mästerskap som EM, men ännu utan att lyckas. 